# Виноградово (станция)
Виногра́дово — железнодорожная станция на Рязанском направлении Московской железной дороги в Воскресенском районе Московской области.
Ближайший населённый пункт — посёлок Виноградово Воскресенского района.
Турникетами платформа не оборудована. Имеет 2 посадочные платформы — островную и боковую. На островной платформе производится посадка и высадка пассажиров на поезда Москва — Виноградово, а также на поезда на Голутвин. Рядом расположена автобусная остановка «Станция Виноградово». Все проходящие электропоезда имеют остановку по станции, за исключением экспрессов Москва-Рязань и некоторых обычных электричек этого маршрута. Также на станции не останавливаются поезда дальнего следования, экспрессы Раменское-Голутвин и один утренний экспресс Голутвин-Москва.
При открытии платформа называлась Ашитково (по близлежащему селу). В 1923 году переименована в Виноградово в честь машиниста-революционера Виноградова, водившего поезда по линии Москва — Рязань.
В 1890-х существовала ветка на север в имение графа Ламсдорфа на пивзавод.
В настоящее время станция имеет ответвление на бывшее градообразующее предприятие — производственно-складской комплекс «Виноградово».
20 апреля 2018 года закончилась реконструкция, старая платформа заменена на новую.

## Фотографии
- Вид в сторону платформы Конобеево
- Вид в сторону платформы Золотово
- Вид в сторону платформы Золотово